# Ligue des champions féminine de l'AFL Europe
Cet article traite de l'épreuve féminine. Pour la compétition masculine, voir Ligue des champions de l'AFL Europe.
La Ligue des champions féminine de l'AFL Europe (en anglais : Women’s AFL Europe Champions League) est une compétition annuelle de football australien organisée par la Fédération européenne de football australien (AFL Europe) et regroupant les meilleurs clubs féminins du continent européen.

## Histoire

### Création de la compétition et première édition
La Ligue des champions de l'AFL Europe est une réussite lors de sa première édition au National Rugby Centre d'Amsterdam aux Pays-Bas le 21 mars 2015, sans toutefois disposer d'un tournoi féminin. L'année suivante, la fédération européenne sachant le gros potentiel de développement de la discipline au niveau féminin en Europe met en place une compétition pour l'année suivante. Cinq équipes répondent à l'appel de la Fédération: les Wandsworth Demons (Angleterre) et les Odense Lionesses (Suède), vainqueurs de leur championnat respectifs et les Breat Britain Swans, les Gauloises, les Swedish Ravens pour les équipes nationales, autorisées à concourir. La finale voit l'équipe nationale anglaise s'imposer face à l'équipe nationale suédoise (26-13).

## Palmarès

### Palmarès par édition
| No                                         | Édition                                    | Vainqueur                                  | Finaliste                                  | Score                                      | Lieu                                       | Affluence                                  | Note                                       |
| Ligue des champions de football australien | Ligue des champions de football australien | Ligue des champions de football australien | Ligue des champions de football australien | Ligue des champions de football australien | Ligue des champions de football australien | Ligue des champions de football australien | Ligue des champions de football australien |
| ------------------------------------------ | ------------------------------------------ | ------------------------------------------ | ------------------------------------------ | ------------------------------------------ | ------------------------------------------ | ------------------------------------------ | ------------------------------------------ |
| 1                                          | 2016                                       | Great Britain Swans (1)                    | Swedish Ravens                             | 26-13                                      | National Rugby Centre, Amsterdam           | ?                                          |                                            |
| 2N                                         | 2017                                       | Wimbledon Hawks (1)                        | Odense Lionesses                           | 13- 06                                     | National Rugby Centre, Amsterdam           | ?                                          |                                            |

### Palmarès par club
| Rang | Club                | Victoires (éditions) | Finales perdues |
| ---- | ------------------- | -------------------- | --------------- |
| 1    | Great Britain Swans | 1 (2016, 2016)       | 0               |
| 2    | Swedish Ravens      | 0                    | 1 (2016)        |

### Palmarès par nation
| Rang | Pays       | Victoires | Finales perdues |
| ---- | ---------- | --------- | --------------- |
| 1    | Angleterre | 2         | 1               |
| 2    | Suède      | 0         | 1               |

## Statistiques

### Records et statistiques par nation
- L'Angleterre est le pays qui a gagné le plus de fois la compétition (1).
- La Suède est le pays ayant échoué le plus de fois en finale (1).